# Jules Herman
Pour les articles homonymes, voir Herman.
Jules Herman, né le 26 septembre 1830 à Douai et mort le 24 janvier 1911 à Lille, est un flûtiste, professeur de flûte au conservatoire de Lille et compositeur prolifique d’œuvres pour son instrument.

## Biographie
Jules-Arthur Hermant, dit Jules Herman, naît le 26 septembre 1830 à Douai,. 
Il étudie au Conservatoire de Douai, où il obtient des 1ers prix de solfège et de flûte, puis au Conservatoire de Paris dans la classe de Jean-Louis Tulou, où il obtient un premier prix de flûte en 1849. 
Sous le nom de Jules Herman, il fait d'abord carrière à Paris, où il est flûtiste au Théâtre-national ainsi qu'aux concerts du Jardin d'hiver, avant de s'installer à Lille à compter de 1852, comme chef d'orchestre au Grand-Théâtre.  
Entre 1854 et 1902, il dirige la classe de flûte du Conservatoire de Lille, établissement qui fournit en ce temps le plus d'élèves au Conservatoire de Paris. Il y forme de très nombreux instrumentistes et a notamment comme élève le hautboïste Edmond Deren et le flûtiste Alfred Quesnay.  
Jules Herman meurt le 24 janvier 1911,. Il était officier de l'Instruction publique, chevalier de l'ordre de Léopold, professeur honoraire du lycée Faidherbe.  

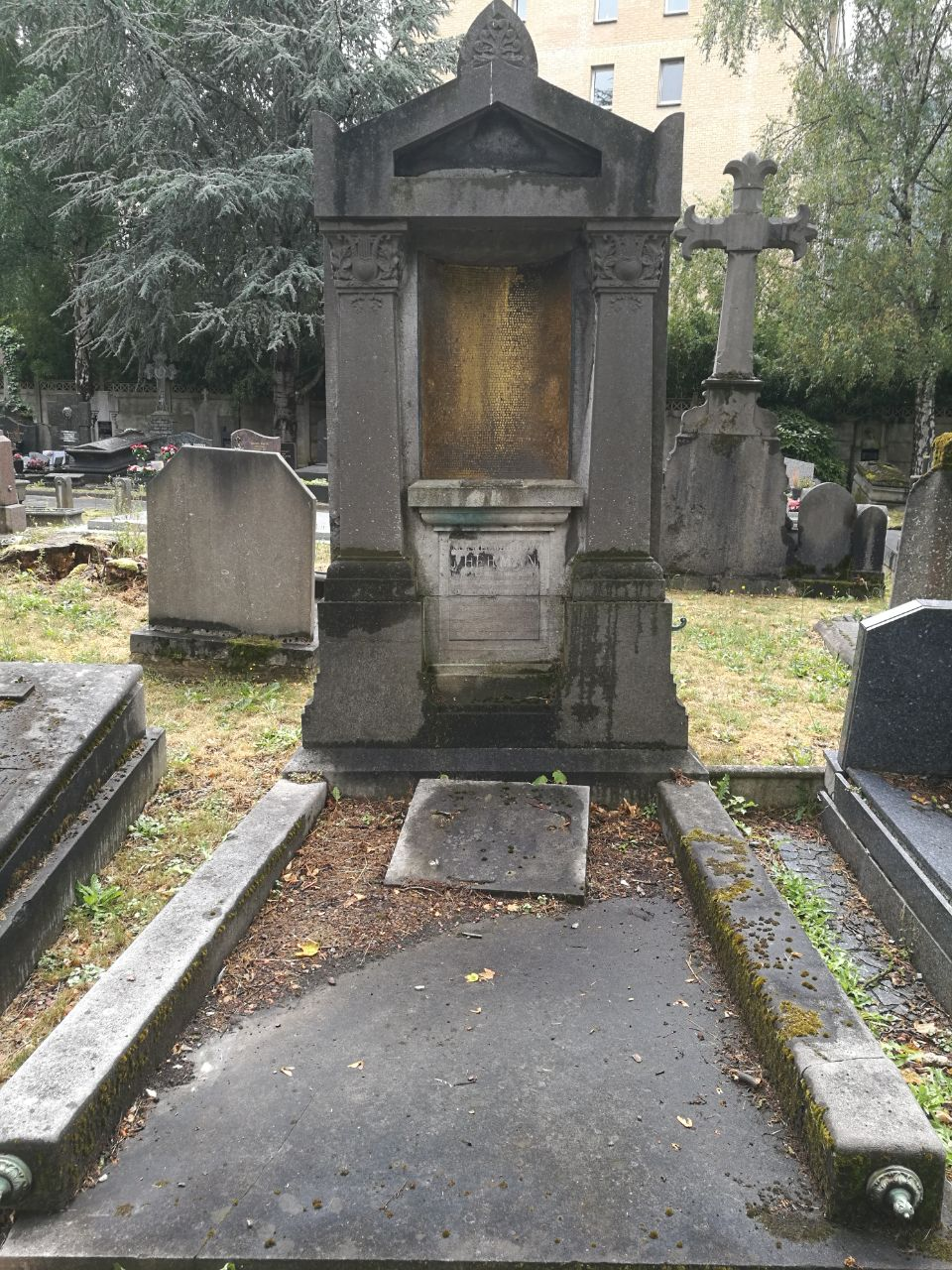
Sépulture de Jules Herman au Cimetière de l'Est à Lille

Sa tombe au cimetière de l’Est de Lille est surmontée de son buste en bas-relief sculpté par Edgar Boutry[réf. souhaitée].

## Œuvres
Jules Herman est un compositeur prolifique comprenant 151 œuvres répertoriées, la plupart arrangements ou variations pour flûte avec accompagnement de piano sur des airs d’opéra. Un petit nombre ont été rééditées au XXIe siècle. 
Il a également transcrit pour flûte les 24 caprices pour violon de Paganini et composé des études pour son instrument.

## Distinctions
- Officier de l'Instruction publique
- Chevalier de l'ordre de Léopold